# Stepping Stone (Duffy)
Stepping Stone (pl. Odskocznia) - czwarty singel z debiutanckiego albumu Duffy Rockferry. Wydany został 1 września 2008. Początkowo, czwartym singlem artystki miała być piosenka "Serious", ale zastąpiono ją właśnie "Stepping Stone".

## Teledysk
Klip do tej piosenki był dostępny w internecie od 4 sierpnia 2008. Akcja teledysku rozpoczyna się w sypialni, z której Duffy potem ubiera się i idzie do baru.

## Lista utworów
UK CD single
1. "Stepping Stone"
2. "Frame Me"

UK 7" vinyl single
1. "Stepping Stone"
2. "Big Flame"

## Notowania
| Notowanie (2008)         | Najwyższa pozycja |
| ------------------------ | ----------------- |
| Greek Singles Chart      | 3                 |
| Irish Singles Chart      | 41                |
| Latvian Airplay Top 50   | 40                |
| Turkey Top 20 Chart      | 11                |
| UK Singles Chart         | 21                |
| UK Download Chart        | 15                |
| Polska Singles Chart     | 44                |
| Brazilian Sinlges Chart  | 78                |
| Lithuania Singles Chart  | 40                |
| Bulgaria Singles Top 40  | 33                |
| Denmark Singles Top 40   | 18                |
| Swiss Singles Top 100    | 49                |
| Norway Singles Chart     | 59                |
| Australian Singles Chart | 75                |
| Dutch Top 40             | 26                |